# Трилогия: Плачущий луг
«Трилогия: Плачущий луг» (греч. Τριλογία: Το λιβάδι που δακρύζει) — историческая драма Тео Ангелопулоса. Получила приз Международной ассоциации кинокритиков (ФИПРЕССИ) во время вручения Премии Европейской киноакадемии 2004 года, а в 2005 стала обладателем специальной награды конкурсного жюри кинофестиваля «Фаджр» в номинации «Духовное кино». Впервые фильм был показан на 54-м Берлинском международном кинофестивале, 11 февраля 2004 года. Кинокартина претендовала на победу в нескольких номинациях, однако ни в одной из них награды не получила.
Фильм задумывался как первая часть трилогии, посвящённой истории Греции в XX веке. В 2009 году вышла вторая часть — «Пыль времени». Однако Ангелопулос не успел завершить трилогию. Во время съёмок заключительного фильма «Другое море» его сбил мотоцикл, от полученных травм режиссёр умер в больнице. В определённой степени задуманная трилогия перекликалась с первой неофициальной серией его фильмов: «Дни 1936 года», «Комедианты» и «Охотники».

## История создания и премьеры
Первое название фильма — «Царство и изгнание». Ангелопулос задумывал и для других картин трилогии иные названия. Так «Пыль времени» могла бы выйти в прокат как «Конец утопии», а последнюю часть режиссёр хотел назвать «Вечное возвращение». Сценарий Ангелопулос писал вместе со своим постоянным соавтором Тонино Гуэррой. Съёмки проходили на Украине (в Одессе) и Греции. Музыку написала Элени Караиндру, которая сотрудничала с Ангелопулосом на протяжении многих лет (её авторству принадлежит музыка всех последних фильмов Ангелопулоса). Несколько раз в фильме звучит русская народная песня «Тонкая рябина», и появляется она в самые грустные моменты.
Впервые фильм был показан на Берлинале. Но он остался практически незамеченным. По некоторым версиям — из-за своей неполиткорректности (Ангелопулос — приверженец марксизма и посредством кино рассматривает историю с марксистской позиции). Это был второй показ работ Ангелопулоса на Берлинском кинофестивале с перерывом в 33 года — в 1971 году там же, на первом Форуме молодого кино, состоялась международная премьера дебютного полнометражного фильма Ангелопулоса — «Реконструкция». В фильмографии Ангелопулоса только в этих двух лентах протагонистами являются женщины. Позднее, во время вручения Премии Европейской киноакадемии, «Плачущий луг» отметили призом ФИПРЕССИ. А в 2005 на международном кинофестивале «Фаджр» первая часть трилогии победила в номинации «Духовное кино».
В самой Греции премьера фильма состоялась 20 февраля. В России официального показа на широком экране не было.

## Премьерные показы в разных странах[6]
- Германия — 12 февраля 2004 (Международный берлинский кинофестиваль)
- Греция — 20 февраля 2004
- Италия — 12 марта 2004 (26 тысяч зрителей)
- Финляндия — 8 мая 2004
- Швейцария — 13 мая 2004
- Франция — 14 июля 2004 (14 тысяч зрителей)
- Канада — 11 сентября 2004 (Международный кинофестиваль в Торонто)
- США — 8 октября 2004 (Международный кинофестиваль в Чикаго)
- Австрия — 16 октября 2004 (Международный кинофестиваль в Вене)
- Великобритания — 31 октября 2004 (Международный кинофестиваль в Лондоне)
- Испания — 10 ноября 2004 года (Кинофестиваль в Севилье)
- Греция — 25 ноября 2004 (Международный кинофестиваль в Салониках)
- Сербия — 6 марта 2005 (Кинофестиваль в Белграде)
- Польша — 22 июля 2005
- Венгрия — 10 декабря 2006 (премьерный показ по телевидению)

## Сюжет
Сюжет охватывает почти тридцатилетнюю историю Греции на примере одной семьи, вернувшейся на историческую родину в период Гражданской войны в России. Вместе с ними из Одессы прибывают и сотни других греков, которые выстраивают в глухом поле новую деревню. Главная героиня — Элени. В Грецию она попадает совсем маленькой девочкой. Родители Элени пропали, и она воспитывается в приёмной семье. В киноленте рассказывается о её взаимоотношениях со сводным братом Алексисом и, в первой половине фильма, с приёмным отцом. Её встречают многочисленные беды, расставания и потери на фоне Второй мировой войны и Гражданской войны в Греции. Роль Элени исполнила 23-летняя выпускница Афинской драматической школы Александра Айдини.
В одном из эпизодов Элени читает письмо уехавшего в Америку Алексиса:
Ты наклонилась и простерла ладонь на мокрой траве. Когда ты подняла руку, несколько капель стекли с неё. Как слёзы на землю…

## Критика
В обзоре The Telegraph фильм отнесли к разряду тех, после просмотра которых человек чувствует себя старше, но не всегда мудрее. Пользователи сайта Metacritic оценили фильм в 7,7 балла из 10, а собственная оценка портала — 73 балла из 100. Питер Брэдшоу из The Guardian дал фильму две звезды из пяти, назвав его яростно строгим фильмом, где «невозможно разглядеть человеческие эмоции, а персонажи пусты и безлики, как шахматные фигуры». Российские критики в целом тепло отозвались об этой исторической драме:
Он заторможен и бесконечен, громоздок и тяжёл для восприятия, но несомненно отмечен печатью большого искусства.Валерий Кичин
В этом фильме, как и во многих других, режиссёр постоянно отсылает зрителя к легенде об Одиссее и поднимает вопрос одиночества и скитальчества. Нея Зоркая назвала фильм шедевром, и что именно благодаря этой премьере кинофестиваль в Берлине снова поднялся на высоту былой эпохи, когда там принимали Антониони, Годара и Фассбиндера. Шедевром фильм назвал и американский кинокритик Ник Родик, особо отметив работу оператора Андреаса Синаноса.

## Награды и номинации[6]
Награды
- Приз ФИПРЕССИ в рамках вручения Премии Европейской киноакадемии 2004 года
- Награда в номинации «Духовное кино» кинофестиваля «Фаджр»

Номинации
- Золотой медведь на 54-м Берлинском международном кинофестивале
- Премия Европейской киноакадемии 2004 года:
  - «Лучший фильм по версии зрителей»
  - «Лучший режиссёр» (Тео Ангелопулос)
  - «Лучший оператор» (Андреас Синанос)
  - «Лучший композитор» (Элени Караиндру)